# 羅謝什蒂鄉
46°26′N 27°53′E / 46.433°N 27.883°E
羅謝什蒂鄉（羅馬尼亞語：Comuna Roșiești, Vaslui），是羅馬尼亞的鄉份，位於該國東北部，由瓦斯盧伊縣負責管轄，面積76平方公里，海拔高度137米，2007年人口3,645，人口密度每平方公里48人。